# Enemy Front
Enemy Front — відеогра жанру шутер від першої особи, розроблена і випущена польською компанією City Interactive для ПК, PlayStation 3 і Xbox 360 10 червня 2014 року.

## Сюжет
Роберт Хокінс — американський кореспондент, який задля хорошої статті бере участь в операціях сил супротиву в різних країнах Європи: Франції, Норвегії, Німеччині, Іспанії та Польщі. Події розгортаються під час Варшавського повстання, коли Роберт допомагає встановити контроль над Варшавою бійцям Армії Крайової. В перервах між сутичками він розповідає одному з бійців історію своєї участі в Другій світовій війні.

## Геймплей
В грі потрібно займатись шпигунством та диверсіями. У героя є можливість «тихого вбивства», взяття ворога в заручники тощо. Місії достатньо різноманітні, пейзажі Франції та Норвегії заслуговують окремої оцінки, крім того, CryEngine 3 дозволяє насолодитися якісними ефектами гри і відчути весь динамізм сюжету. Шутер заснований на художньому вимислі по мотивам Другої світової війни.

## Огляди
Enemy Front отримав змішані здебільшого негативні відгуки від критиків, з оцінкою 5/10 на GameSpot і 4.7/10 на IGN, які критикували розробників за одноманітну сюжетну лінію та поганий стелс-режим, але хвалили за хорошу графіку, мультиплеєр і режим стрільби. Eurogamer дав Enemy Front 2/10, кажучи, що занадто багато недоліків просто були випущені з уваги.
| Агрегатор  | Оцінка |
| ---------- | ------ |
| Metacritic | 55/100 |

| Видання   | Оцінка |
| --------- | ------ |
| Eurogamer | 2/10   |
| GameSpot  | 5/10   |
| IGN       | 4.7/10 |